# فرانك سنايدر
فرانك سنايدر (بالإنجليزية: Frank Snyder)‏ هو لاعب كرة قاعدة أمريكي، ولد في 27 مايو 1895 في سان أنطونيو في الولايات المتحدة، وتوفي بنفس المكان في 5 يناير 1962.

## وصلات خارجية
- فرانك سنايدر على موقعبيزبول رفرنس.كوم (الدوري الرئيسي) (الإنجليزية)